# Pz58中型坦克
中型坦克1958年式（德語：Mittlerer Panzer 1958）或Pz58中型坦克（德語：Panzer 58）是一款由瑞士設計的中型戰車。該款戰車共計製造了12輛，不過後來被全數改裝為Pz61主戰坦克。

## 發展歷史
瑞士陸軍的裝甲車輛至第二次世界大戰仍是從國外輸入為主，期間雖然曾嘗試自行開發坦克殲擊車，但沒有投入量產。瑞士在二次大戰結束後曾向捷克斯洛伐克購入158輛由納粹德國在戰時設計的追獵者驅逐戰車作為主力，可是這批二戰時代的車輛在美蘇冷戰初期已經落伍。由於瑞士位處中歐內陸的山區，所以瑞士軍方當時認為要配合國內的崎嶇山地，應裝備較輕量的坦克，並於1950年代初從法國購買了200輛AMX-13輕型坦克，但輕型坦克裝甲防護過於薄弱，所以仍有中型坦克的需求，由於當時正值韓戰，美蘇兩大陣營在歐陸的對侍日漸升級，英美兩國當時都將坦克優先留為自用，以及支援與共產政權直接對抗的國家，如新成立的西德即依靠美援的裝備，在戰後的法國也未有適合的中型坦克供應。由於缺乏合適的貨源，因此瑞士政府在1953年開始編列預算，用以研發國產中型戰車。第一輛原型車由瑞士聯邦國家工程公司製造，並於1957年問世，官方命名為Pz58坦克。第一原型車的主要武裝為一門瑞士國產的90毫米戰車炮，第二原型車則裝備了英國製的QF 20磅炮，稍後於1960年至1961年間生產的十輛原型車則統一裝備英製的L7 105毫米線膛炮。這款坦克的副武裝在初期是一支安裝在炮盾的7.5毫米口徑MG51機槍，後來被改為一門歐瑞康20毫米口徑機炮。

## 車體部件
Pz58的駕駛部件相當緊緻，而且經過模組化設計，因此可以輕易地被安裝至車內。它包含了一具主要引擎、一具輔助引擎、一組駕駛操縱桿、動力傳輸裝置，以及冷卻器。輔助引擎是一具四汽缸的柴油發動機，主要用來驅動發電機及車內電力供應。當主引擎失效時，車輛依然可以藉由輔助傳動系統操縱輔助引擎，繼續行駛一小段距離。該車的傳動系統包含了6個前進檔及2個倒退檔。煞車踏板及手煞車踏板則分別位於傳動箱的左右兩側。炮塔位於車體中央。

## 乘組員
Pz58坦克共有4名乘組員，其中包含一名車長，一名駕駛，一名裝填手以及一名炮手。

## 使用狀況
Pz58於1958年至1964年間於瑞士陸軍中服役。最終，全部的Pz58都被改裝為更為現代化的Pz61主戰坦克，並繼續於軍中服役。

## 後續
發展Pz58所獲取的經驗日後成為發展Pz61主戰坦克的重要基礎。該型坦克幫助建立了冷戰期間以至今日瑞士裝甲車輛的發展原則；即便是德製的豹2式主力戰車都被瑞士大幅改裝以符合瑞士軍方的獨特需求，而這些改裝需求很大程度上便是從Pz58的發展經驗中獲得的。

## 現存的Pz58
一輛系列編號M的Pz58原型車（車體編號「M0895」）目前於瑞士圖恩的圖恩裝甲博物館進行永久展示。

## 外部連結
- Pz58技術細節（页面存档备份，存于） （德文）